# Robert James Waller
Robert James Waller (Rockford (Iowa), 1 augustus 1939 – Fredericksburg (Texas), 10 maart 2017) was een Amerikaanse schrijver, die vooral bekend is door de roman The Bridges of Madison County uit 1992. Hij was van beroep econoom. Daarnaast was hij fotograaf en musicus.

## Leven en werk
Waller studeerde in 1964 af aan de University of Northern Iowa (UNI), waar hij in 1968 terugkeerde als docent bedrijfseconomie. Eerder dat jaar was hij gepromoveerd aan de Universiteit van Indiana in Bloomington. In 1977 werd hij aan de UNI hoogleraar. Hij was er decaan van 1980 totdat hij zich terugtrok uit de universitaire wereld in 1986. In 2000 werd bekendgemaakt dat hij "een bedrag van zeven cijfers" had gedoneerd aan de Universiteit van Indiana.
Als romanschrijver was hij zeer succesvol. Diverse van zijn boeken kwamen op de bestsellerlijst van The New York Times. In 1993 stond The Bridges of Madison County bovenaan die lijst. Er zijn circa 12 miljoen exemplaren verkocht in 40 verschillende talen. Ook de verfilming van dat boek uit 1995 door Clint Eastwood als regisseur en hoofdrolspeler - met onder anderen Meryl Streep - was een groot succes, evenals de Broadway-musical die in 2014 in première ging. Ook zijn roman Puerto Vallarta Squeeze werd verfilmd (in 2003). 
Waller bezat een grote ranch in Cedar Falls in Iowa, waar hij tientallen jaren woonde met zijn eerste vrouw. Na hun scheiding verhuisde hij met zijn tweede vrouw naar Texas. Hij overleed op 77-jarige leeftijd aan de ziekte van Kahler.

## Werken
- Just Beyond the Firelight (1988), verhalen en essays
- One Good Road is Enough (1990), essays
- Iowa: Perspectives on Today and Tomorrow (1991), essays
- The Bridges of Madison County (1992), roman
- Old Songs in a New Café (1992), vroege verhalen en essays
- Slow Waltz in Cedar Bend (1993), roman
- Images (1994), fotoboek met eigen werk
- Puerto Vallarta Squeeze (1995), roman
- Border Music (1995), roman
- A Thousand Country Roads: An Epilogue to The Bridges of Madison County (2002)
- High Plains Tango (2005), roman
- The Long Night of Winchell Dear (2007), roman
- The Summer Nights Never End...Until They Do: Life, Liberty, and the Lure of the Short-Run (2012), essays
- The Ballads of Madison County: A Collection of Songs, muziek

- Biblioteca Nacional de España: XX918855
- Bibliothèque nationale de France: cb123228184 (data)
- Catàleg d'autoritats de noms i títols de Catalunya: 981058514483306706
- Gemeinsame Normdatei: 11928670X
- International Standard Name Identifier: 0000 0001 2117 9909
- Library of Congress Control Number: n88040570
- Nationale Bibliotheek van Letland: 000002398
- MusicBrainz: 1ab4d06c-96c1-47c2-9fa0-1f19af2d56a4
- Nationale Bibliotheek van Tsjechië: jn19981002389
- Nationale bibliotheek van Australië: 35622737
- Nationale Bibliotheek van Israël: 987007304581105171
- Nederlandse Thesaurus van Auteursnamen: 099501295
- PIC: 388631
- Istituto Centrale per il Catalogo Unico: RAVV084828
- SNAC: w6pc53m1
- Système universitaire de documentation: 032140851
- Virtual International Authority File: 2541537
- WorldCat: E39PBJyrWgCDJ3VQKDmPH6B9Dq